# Cécile Ladjali
Pour les articles homonymes, voir Ladjali.
Cécile Ladjali, née le 4 juillet 1971 à Lausanne en Suisse, est une enseignante et femme de lettres française. Chevalier de la Légion d’Honneur, responsable du Programme Baudelaire à la Fondation Robert-de-Sorbon, elle organise les rencontres littéraires intitulées « En Chair et en Textes » au Théâtre La Reine Blanche à Paris.

## Biographie
La famille biologique de Cécile Ladjali est originaire d'Iran. Abandonnée dans une pouponnière, elle est adoptée par un couple de Français et est élevée à Champigny-sur-Marne. Elle raconte son parcours à la recherche de son histoire dans Shâb ou la nuit et ses retrouvailles avec sa mère en Suisse.
Elle se passionne pour le latin, l'étymologie et la grammaire. Agrégée de lettres modernes et titulaire d'un doctorat sur la figure de l'androgyne dans la littérature décadente, elle a été professeur de français au lycée Évariste-Galois de Noisy-le-Grand, puis au lycée Louise-Michel de Bobigny, et est chargée de cours à l'université Sorbonne-Nouvelle – Paris 3. Elle enseigne actuellement à de jeunes sourds au lycée privé Morvan, dans le 9e arrondissement de Paris.
Des travaux d'écriture qu'elle propose à ses élèves, elle a tiré un recueil de poèmes, Murmures, publié en 2001 chez l'Esprit des péninsules, maison d'édition dirigée à l'époque par Eric Naulleau et une tragédie, Tohu-Bohu, en 2002, chez le même éditeur, qui sera mise en scène par William Mesguich à l'Espace Rachi ; en 2003, elle publie chez Albin Michel Éloge de la transmission. Le maître et l'élève, issu de sa conversation avec George Steiner.
La même année, elle écrit Les Souffleurs (Actes Sud), « roman inclassable » autour d'un frère et d'une sœur qui se retrouvent à Venise et mettent en scène chacun une pièce de théâtre. S'ensuivent quatre romans, La Chapelle Ajax (2005), Louis et la jeune fille (2006), Les Vies d'Emily Pearl (2008), Ordalie (2009), et une pièce de théâtre, Hamlet/Électre (2009).
En 2007, son essai Mauvaise langue, publié au Seuil, se veut un hommage à la culture classique, au « par cœur » et à la transmission. Le prix Femina pour la défense de la langue française lui est attribué.
Illettré, publié en 2016, raconte la bataille d'un jeune ouvrier pour apprendre à lire. Pour l'écrire, elle s'est inspirée de ses années d'enseignement, disant que « [...] l'illettrisme, je l'ai croisé un peu partout ».
Son roman Bénédict est dans les dix finalistes du Prix des cinq continents de la francophonie 2018.
Elle est membre du jury du Prix des romancières.

## Œuvre

### Romans
- Les Souffleurs, Arles, France, Éditions Actes Sud, 2004, 160 p.  (ISBN 978-2742751426)
- La Chapelle Ajax, Arles, France, Éditions Actes Sud, 2005, 323 p.  (ISBN 978-2742756438)
- Louis et la Jeune Fille, Arles, France, Éditions Actes Sud, 2006, 167 p.  (ISBN 978-2742762644)
- Les Vies d'Emily Pearl, Arles, France, Éditions Actes Sud, 2008, 190 p.  (ISBN 978-2742773923)
- Ordalie, Arles, France, Éditions Actes Sud, 2009, 201 p.  (ISBN 978-2742785346)
- Hamlet/Electre, Arles, France, Éditions Actes Sud, coll. « Papiers », 2009, 96 p.  (ISBN 978-2742780105)
- Aral, Arles, France, Éditions Actes Sud, 2012, 280 p.  (ISBN 978-2330002282)
- Corps et Ames, Arles, France, Éditions Actes Sud, coll. "Essences", 2013, 84p  (ISBN 978-233001771-2)
- Shâb ou la nuit, Arles, France, Éditions Actes Sud, 2013, 288 p.  (ISBN 978-2330017859), Prix du Roman Métis des Lycéens
- Illettré, Arles, France, Éditions Actes Sud, 2016, 224 p.  (ISBN 978-2-330-05791-6)
- Bénédict, Arles, France, Éditions Actes Sud, 2018, 272 p.  (ISBN 978-2-330-09240-5)
- La Fille de Personne, Arles, France, Éditions Actes Sud, 2020, 208 p.  (ISBN 978-2330133702)
- Chère, Editions du Cerf, 2021.

### Nouvelles
- « Mémoire d’une étoile », in Métamorphose, Actes Sud/Hermès, 2014
- « L’homme aux cheveux verts », in Les uns, les autres, Robert Laffont, 2018
- « Le patient aveugle »,  in L’autre Siècle, Fayard, 2018
- « Heureux qui comme Ulysse », in Revue Le 1, septembre 2017.

### Essais
- Cécile Ladjali et George Steiner, Éloge de la transmission : Le maître et l'élève, Paris, Éditions Albin Michel, coll. « Itinéraires du savoir », 2003, 150 p.  (ISBN 978-2226137623)
- Mauvaise langue, Paris, Éditions du Seuil, coll. « Non conforme », 2007, 185 p.  (ISBN 978-2020953351)
- Ma bibliothèque : lire, écrire, transmettre, Paris, Éditions du Seuil, 2014, 212 p.  (ISBN 978-2021136036)
  - Prix de défense de la langue française décerné par le Jury du Femina[6]
- Participation à l'ouvrage dirigé par Xavier Delacroix, L'Autre siècle, Fayard, 2018.

### Théâtre
- Hamlet / Electre, Actes Sud Papiers, 2009.
- Fils de., L’Avant Scène Théâtre, 2016.

### Préfaces
- « Orlando, de Virginia Woolf », Collection irraisonnée de préfaces à des livres fétiches, Éditions Intervalles, 2009.
- « Une lecture de Cécile Ladjali »,  Ingeborg Bachmann, Œuvres, Actes Sud, coll. « Thesaurus », 2009.
- « Les saisons en enfer de Renée Vivien », Renée Vivien, Poèmes choisis, Le Seuil, coll. « Points », 2018.

### Articles
- « Éros pédagogue », Cahiers de l’Herne, George Steiner, Éditions de L’Herne, 2003.
- « Quand j’écris, je ne suis d’aucun sexe » ; « Varius multiplex multiformis, au sujet du Satiricon de Fellini », Diogène, octobre 2005.
- « Le livre noir de George Steiner », Études, octobre 2008.
- «La charpie des consciences perdues ? Cioran et la décadence », Cioran et ses contemporains, Essais, Éditions Pierre Guillaume De Roux, 2001.
- « Sur Emily Dickinson », Décapage, Automne-Hiver 2013.
- « L comme Linda Lê », Un livre peut en cacher un autre, Association Verbes, 2014.
- divers articles publiés dans Le Dictionnaire des mots manquants, Le Dictionnaire des mots en trop, Le Dictionnaire des mots parfaits (2017-2019).
- divers articles publiés dans Le Magazine Littéraire autour de Dostoïevski, Virginia Woolf, Ingeborg Bachmann.

### Traduction
- Shakespeare, Comme il vous plaira, édition bilingue, Les Belles Lettres, 2019.

### Cinéma
- Adaptation du roman, Illettré, Actes Sud, 2016, par Jean-Pierre Améris, avec un scénario de Murielle Magellan.

## Distinctions honorifiques
- Ordre national de la Légion d'honneur (grade de chevalier, 2017)[9]
- Grande Médaille d'Or 2019 de la Société d'Encouragement au Progrès